# Yoshiko Okada
Yoshiko Okada (岡田嘉子, Okada Yoshiko), née le 21 avril 1902 dans la préfecture d'Hiroshima et morte le 10 février 1992 à Moscou, est une actrice japonaise. 

## Biographie
Yoshiko Okada fait ses études à l'université Joshibi d'art et design (en). Elle apparait pour la première fois sur les écrans dans Dokuro no mai d'Eizō Tanaka en 1923,.
Dans les années 1930, Yoshiko Okada est une actrice renommée, elle tourne avec les plus grands réalisateurs japonais de son époque : Kenji Mizoguchi, Yasujirō Ozu, Mikio Naruse, Heinosuke Gosho. Ozu prétend avoir été inspiré par son interprétation dans Jusqu'à notre prochaine rencontre (1932), il déclare : « Elle était excellente et il ne fait aucun doute qu'il y a quelque chose de sensuel dans ses yeux ».
Tombée amoureuse du metteur en scène communiste Ryōkichi Sugimoto, le couple prépare sa fuite du Japon impérialiste et militariste pour rejoindre l'URSS où ils espèrent gagner leur liberté artistique et vivre leur amour car tous deux sont mariés. Ils passent la frontière depuis la préfecture de Karafuto sur l'île de Sakhaline le 3 janvier 1938 mais sont vite arrêtés par la police soviétique. Sugimoto est exécuté comme espion le 20 octobre 1939 et Yoshiko Okada est condamnée à dix ans de travaux forcés au goulag.

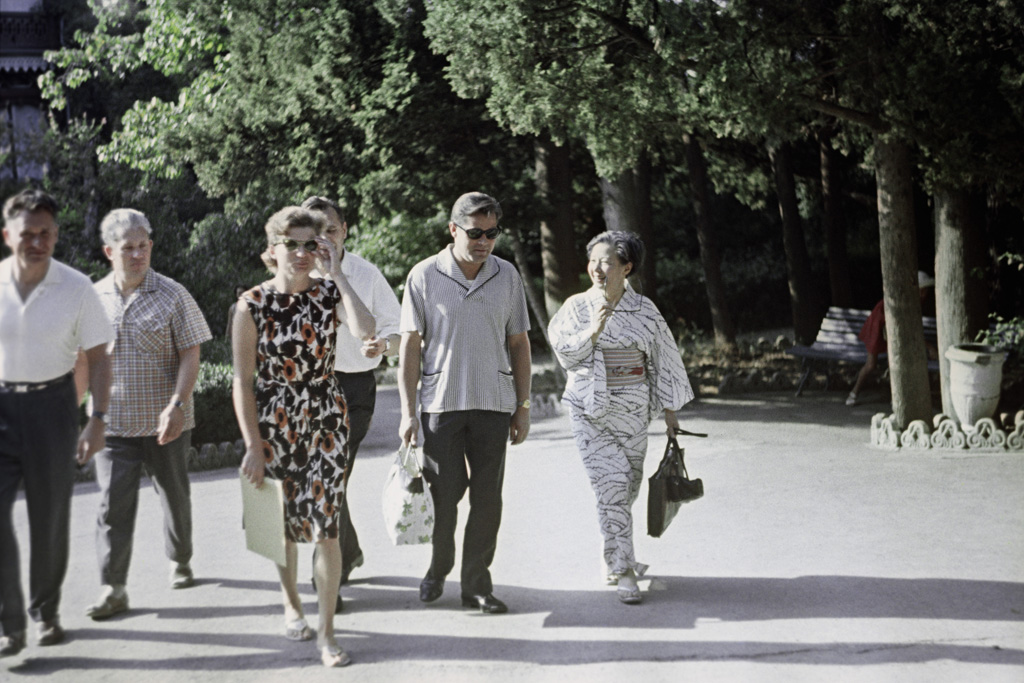
Valentina Terechkova, Andrian Nikolaïev et Yoshiko Okada en 1965.

Libérée à la fin de l'année 1947, Yoshiko Okada travaille comme voix japonaise à Radio Moscou pour des émissions sur la littérature russe et le théâtre. Elle étudie à l'Académie russe des arts du théâtre et se produit pour la première fois en URSS en 1959 dans la pièce Onna  no issho du dramaturge Kaoru Morimoto (en) qu'elle traduit elle-même en russe. La pièce est jouée au théâtre Maïakovski et rencontre le succès.
En 1961, Yoshiko Okada co-réalise avec le cinéaste russe Boris Buneev (en) le film Ten Thousand Boys (Десять тысяч мальчиков) destiné aux enfants et ne portant pas l'image stéréotypée des Japonais montrés comme ennemis généralement véhiculée par les films soviétiques. La distribution est composée d'acteurs japonais vivant en URSS, comme Yoshiko Okada et son mari Shintarō Takiguchi (ja) ainsi que par des acteurs soviétiques d'origine asiatiques. 
Yoshiko Okada revient vivre au Japon en 1972 et apparait au théâtre et dans quelques films dont un épisode de la série C'est dur d'être un homme en 1976 et Le Mois d'août sans empereur (Kōtei no inai hachigatsu) de Satsuo Yamamoto en 1978. À la faveur de la perestroïka, elle retourne en URSS en 1986.
Elle meurt à Moscou le 10 février 1992, ses restes sont portés en terre au cimetière de Tama à Tokyo.
Yoshiko Okada a tourné dans plus de cinquante films entre 1923 et 1986.

## Filmographie

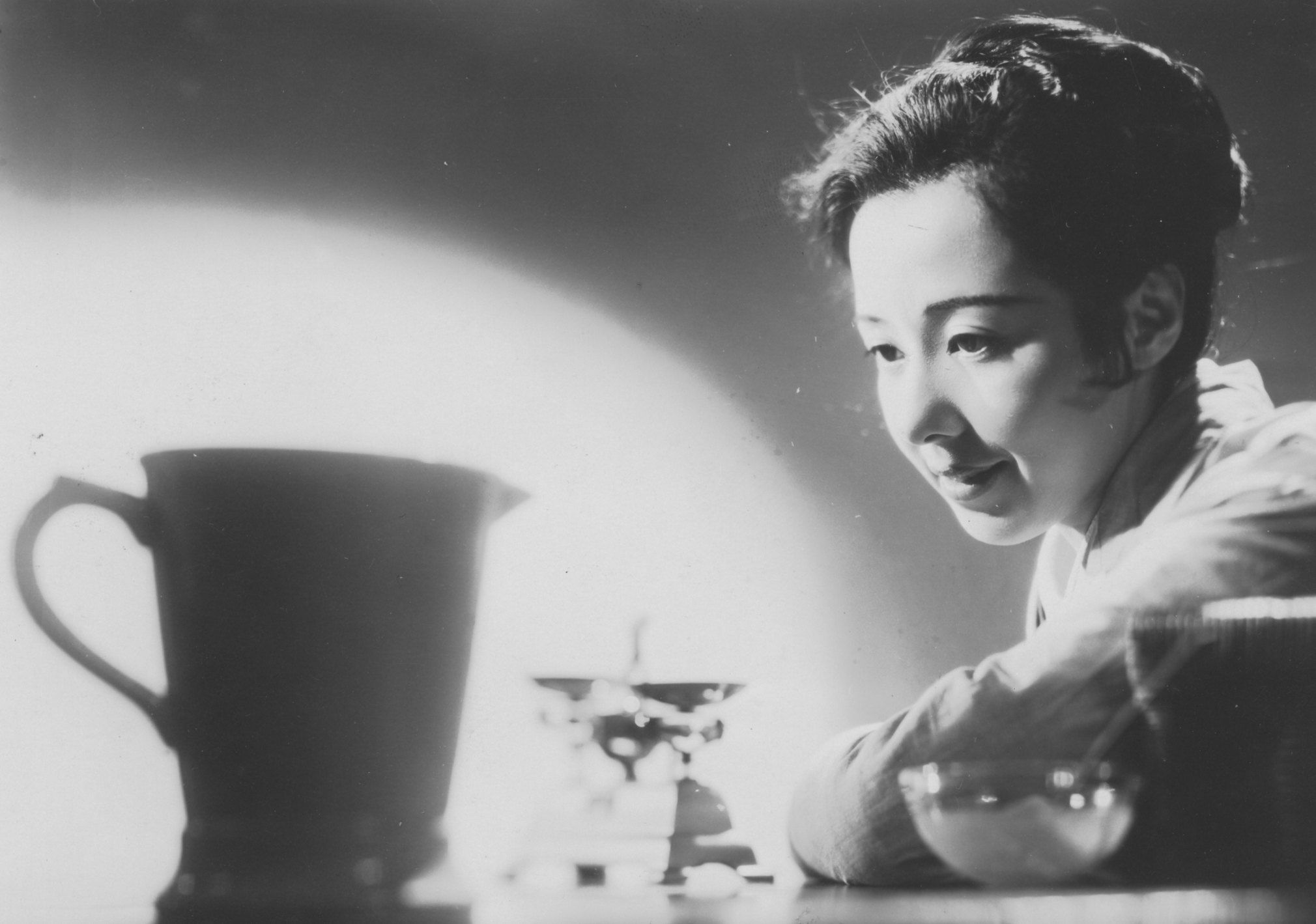
Yoshiko Okada dans L'Amour (1933).

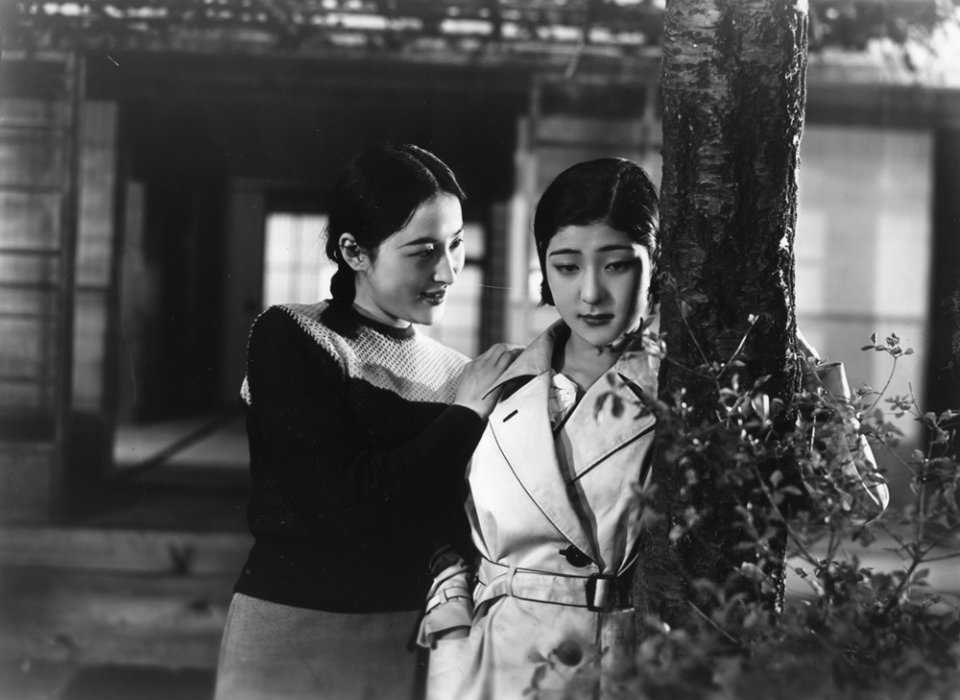
Yumeko Aizome et Yoshiko Okada dans Yaé, ma petite voisine (1934).

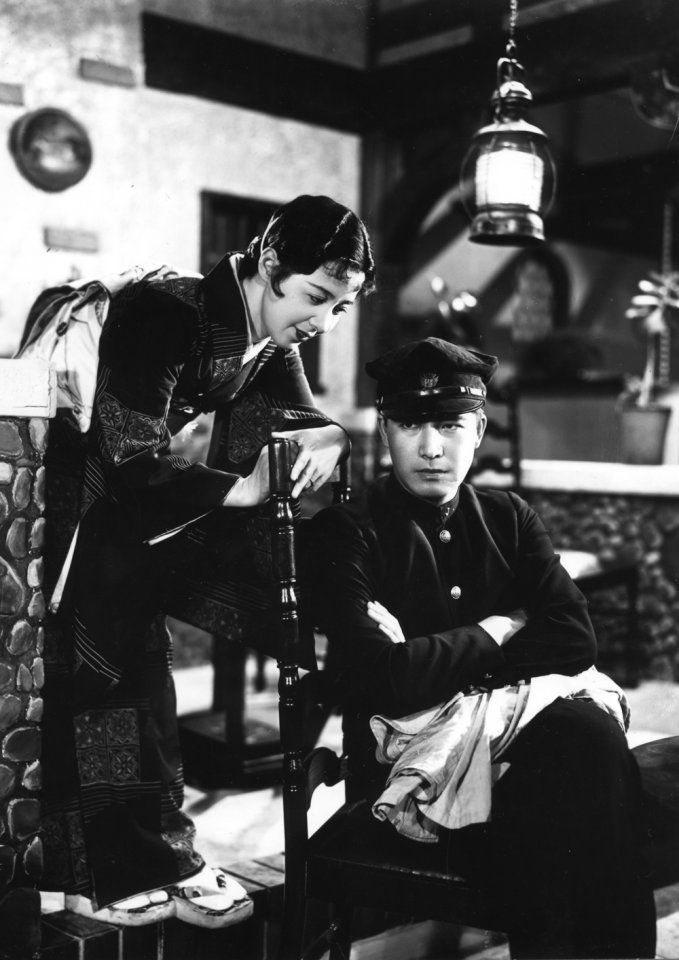
Yoshiko Okada et Den Obinata dans Yaé, ma petite voisine (1934).

Sauf indication contraire, la filmographie de Yoshiko Okada est établie à partir de la base de données JMDb.
- 1923 : Dokuro no mai (髑髏の舞?) d'Eizō Tanaka
- 1923 : Chi no senrei (血の洗礼?) d'Osamu Wakayama (ja)
- 1923 : Dokujin (毒塵?) de Kiyomatsu Hosoyama (ja)
- 1923 : Yama no higeki (山の悲劇?) de Kensaku Suzuki (ja)
- 1925 : Le Magicien de la ville (街の手品師, Machi no Tejinashi?) de Minoru Murata
- 1925 : La terre sourit I (大地は微笑む 第一篇, Daichi wa hohoemu daiippen?) de Kenji Mizoguchi : Ri Shuren
- 1925 : La terre sourit II (大地は微笑む 第二篇, Daichi wa hohoemu dainihen?) d'Osamu Wakayama (ja)
- 1925 : La terre sourit III (大地は微笑む 第三篇, Daichi wa hohoemu daisanhen?) de Kensaku Suzuki (ja)
- 1925 : Akutagawa kōshi no adauchi (芥川孝子の仇討?) de Kōkichi Tsukiyama
- 1925 : La Plainte du lys blanc (白百合は歎く, Shirayuri wa nageku?) de Kenji Mizoguchi : Oyoshi
- 1925 : Shinpai gomuyō (心配御無用?) de Kensaku Suzuki (ja)
- 1925 : Pour l'école de la mère (母校の為めに, Bokō no tameni?) de Yutaka Abe
- 1925 : Croquis de rue (小品映画集, Gaijo no suketchi?) de Kenji Mizoguchi : danseuse
- 1925 : L'Homme (人間, Ningen?) de Kenji Mizoguchi
- 1926 : Shōri no mae ni (勝利の前に?) de Genjirō Saegusa (ja)
- 1926 : La Lumière de l'amour d'une nouvelle vie (新生の愛光, Shinsei no aikō?) de Yutaka Abe
- 1926 : Ai no kikōshi (愛の貴公子?) de Ritsu Kusuyama
- 1926 : Kyōkō to Shizuko (京子と倭文子?) de Yutaka Abe
- 1926 : Le Soleil I (日輪 前篇, Nichirin: Zenpen?) de Minoru Murata
- 1926 : Le Soleil II (日輪 後篇, Nichirin: Kōhen?) de Minoru Murata
- 1926 : L'Amour fou d'une maîtresse de chant (狂恋の女師匠, Kyōren no onna shishō?) de Kenji Mizoguchi : Ohisa
- 1926 : Une beauté admirable (素敵な美人, Suketina bijin?) de Minoru Murata
- 1926 : L'Énergie des garçons du pays des dieux (神州男児の意気, Shinshū danji no iki?) de Minoru Murata
- 1927 : Le Guerrier de la justice (正義の勇者, Seiji no yūsha?) de Tomotaka Tasaka
- 1927 : Cinq femmes autour de lui (彼を繞る五人の女, Kare o meguru gonin no onna?) de Yutaka Abe
- 1932 : Jinbin (人罠?) de Hōtei Nomura
- 1932 : Chikyōdai (乳姉妹?) de Hōtei Nomura
- 1932 : Josei no kirifuda (女性の切札?) de Hōtei Nomura
- 1932 : Jusqu'à notre prochaine rencontre (また逢ふ日まで, Mata au hi made?) de Yasujirō Ozu
- 1932 : Les 47 Rōnin I (忠臣蔵 前篇 赤穂京の巻, Chūshingura: Akō Kyō no maki?) de Teinosuke Kinugasa
- 1932 : Les 47 Rōnin II (忠臣蔵 後篇 江戸の巻, Chūshingura: Edo no maki?) de Teinosuke Kinugasa
- 1932 : Sans liens de parenté (生さぬ仲, Nasaku naka?) de Mikio Naruse : Tamae Kiyooka
- 1933 : Une femme de Tokyo (東京の女, Tokyo no onna?) de Yasujirō Ozu : Chikako
- 1933 : Voici les femmes du printemps qui pleure (泣き濡れた春の女よ, Nakinureta haru no onna yo?) de Hiroshi Shimizu : Ohama
- 1933 : Jeune Fille, adieu (処女よ、さよなら, Shojo-yo sayonara?) de Heinosuke Gosho
- 1933 : Sasurai no otome (さすらいの乙女?) de Hōtei Nomura
- 1933 : Tōkyō ondo (東京音頭?) de Hōtei Nomura
- 1933 : L'Amour (愛撫, Ramūru?) de Heinosuke Gosho
- 1933 : Chinchōge (沈丁花?) de Hōtei Nomura
- 1934 : Kanraku no yo wa fukete (歓楽の夜は更けて?) de Yoshinobu Ikeda
- 1934 : Une mère orientale (東洋の母, Tōyō no haha?) de Hiroshi Shimizu
- 1934 : Yaé, ma petite voisine (隣の八重ちゃん, Tonari no Yae-chan?) de Yasujirō Shimazu : Kyōko, la sœur de Yaeko
- 1934 : Une épée entre en scène (一本刀土俵入り, Ippongatana dohyōiri?) de Teinosuke Kinugasa
- 1935 : Seppun jūjiro (接吻十字路?) de Keisuke Sasaki
- 1935 : Mono iwanu ane (もの言はぬ姉?) de Keisuke Sasaki
- 1935 : Reijin shakōba (麗人社交場?) de Hiromasa Nomura
- 1935 : Eikyū no ai: Zenpen (永久の愛 前篇?) de Yoshinobu Ikeda
- 1935 : Eikyū no ai: Kōhen (永久の愛 後篇?) de Yoshinobu Ikeda
- 1935 : Une auberge à Tokyo (東京の宿, Tokyo no yado?) de Yasujirō Ozu : Otaka
- 1935 : Tenpō Yasubei (天保安兵衛?) de Minoru Inuzuka
- 1936 : Hatsusugata shusse kaidō (初姿出世街道?) de Kyōtarō Namiki
- 1937 : Oshizu Reizō (お静礼三?) de Tatsuo Ōsone
- 1961 : Ten Thousand Boys (Десять тысяч мальчиков) de Boris Buneev (en) et Yoshiko Okada : Michiko[5]
- 1976 : C'est dur d'être un homme : La Libellule rouge (男はつらいよ 寅次郎夕焼け小焼け, Otoko wa tsurai yo: Torajirō yūyake koyake?) de Yōji Yamada : Shino
- 1978 : Orange Road Express (オレンジロード急行, Orenji rōdo kyūkō?) de Kazuki Ōmori
- 1978 : Le Mois d'août sans empereur (皇帝のいない八月, Kōtei no inai hachigatsu?) de Satsuo Yamamoto : Kaneda
- 1986 : Don Matsugorō no seikatsu (ドン松五郎の生活?) de Shin'ichi Nakada (ja)